# Wyoming Cavalry
Gli Wyoming Cavalry sono stati una franchigia professionistica di football americano indoor con sede a Casper, Wyoming; hanno giocato nella Indoor Football League. I Cavalry disputavano le loro gare casalinghe al Casper Events Center.

## Storia
La squadra fu fondata nel 2000, con il nome di Casper Cavalry, disputando la sua prima stagione nella precedente incarnazione della Indoor Football League. Nel 2001 cambiò il proprio nome in Wyoming Cavalry spostandosi nella National Indoor Football League, lega in cui rimase fino al 2007. Dopo tre stagioni nella American Indoor Football Association, Cavalry si spostarono ancora nella nuova versione della Indoor Football League, avviata nel 2010.

## Stagioni
| Anno                   | V                    | S                    | P                    | St. regolare         | Playoff                                                                                               |
| Casper Cavalry (IFL)   | Casper Cavalry (IFL) | Casper Cavalry (IFL) | Casper Cavalry (IFL) | Casper Cavalry (IFL) | Casper Cavalry (IFL)                                                                                  |
| ---------------------- | -------------------- | -------------------- | -------------------- | -------------------- | --- |
| 2000                   | 9                    | 5                    | 0                    | 3a WC Northern       | Perso Round 1 (Black Hills)                                                                           |
| Wyoming Cavalry (NIFL) |                      |                      |                      |                      | |
| 2001                   | 8                    | 6                    | 0                    | 2a Pacific Central   | Vinto Round 1 (Utah) Vinto Round 2 (Sioux Falls) Perso Indoor Bowl I (Mississippi)                    |
| 2002                   | 3                    | 11                   | 0                    | 5a Pacific West      | -- |
| 2003                   | 4                    | 10                   | 0                    | 6a Pacific West      | -- |
| 2004                   | 5                    | 9                    | 0                    | 3a Pacific West      | -- |
| 2005                   | 10                   | 4                    | 0                    | 2a Pacific West      | Perso Round 1 (Tri-Cities)                                                                            |
| 2006                   | 8                    | 6                    | 0                    | 2a Pacific West      | Perso Round 1 (Tri-Cities)                                                                            |
| 2007                   | 7                    | 1                    | 0                    | 1a Pacific           | Perso Budweiser Indoor Football Championship Bowl (Fayetteville)                                      |
| Wyoming Cavalry (AIFA) |                      |                      |                      |                      | |
| 2008                   | 11                   | 3                    | 0                    | 1a WC West           | Vinto WCW Round 1 (Arizona) Vinto Divisional (Mississippi) Perso AIFA Championship Bowl II (Florence) |
| 2009                   | 12                   | 2                    | 0                    | 1a West              | Vinto Divisional (Utah Valley) Perso AIFA Championship Bowl III (Reading)                             |
| 2010                   | 13                   | 1                    | 0                    | 1a West              | Vinto Divisional (San Jose) Perso AIFA Championship Bowl IV (Baltimore)                               |
| Wyoming Cavalry (IFL)  |                      |                      |                      |                      | |
| 2011                   | 9                    | 6                    | 0                    | 2a Mountain West     | Perso Round 1 (Allen)                                                                                 |
| Totale                 | 105                  | 73                   | 0                    | (compresi i playoff) | (compresi i playoff)                                                                                  |